# Pierre Capdevielle (compositeur)
Pour les articles homonymes, voir Pierre Capdevielle et Capdevielle.
Pierre Capdevielle est un compositeur et chef d'orchestre français né le 1er février 1906 à Paris et mort à Bordeaux le 9 juillet 1969.

## Biographie
Son père est cor solo de l'Opéra Comique et de la Société des Instruments à vent de Paul Taffanel et, de surcroît violoniste, ami de Gaston Poulet, Yves Nat, Jacques Thibaud avec lesquels il fait de la musique de chambre en famille. Le jeune Pierre, tout en poursuivant ses études à Condorcet, entre au Conservatoire. Il a pour maîtres Armand Ferté (piano), André Gedalge et Vincent d'Indy.
En 1938, Pierre Capdevielle gagne le Prix Blumenthal. Il fait partie des musiciens "réunis sous le Patronage de la radiodiffusion nationale pour créer une large fresque" sur Jeanne d'Arc créée en 1942 (Voir Georges Dandelot pour plus de détails).
Il compose la musique des deux premiers films de Jacques-Yves Cousteau, réalisés en prises de vue sous-marines, d'abord Par dix-huit mètres de fond (tourné en apnée en 1942) et plus tard Épaves (en 1943). Épaves est le premier film subaquatique de l'histoire à avoir été tourné à l'aide de scaphandres autonomes, plus particulièrement deux prototypes dessinés par Émile Gagnan et Cousteau lui-même et fabriqués à Paris par la société Air liquide. Capdevielle commencera dès l'année suivante à travailler sur une suite symphonique en quatre tableaux, Épaves retrouvées, suite qui reprendra les sujets musicaux de ce film et qui sera créée en 1952 aux Concerts Pasdeloup sous la direction de Pierre Dervaux.
En 1944, il est chef de service de musique de chambre à la Radiodiffusion française. Il préside la section française de la Société internationale de musique contemporaine - SIMC - (1947) puis fonde en 1962 l'Orchestre de chambre de la RTF qu'il dirige jusqu'en 1964. Il est par ailleurs membre du Conseil international de la musique à l'Unesco.

## Ses œuvres

### Opéras
- Les Amants captifs, mythe lyrique sur un livret de Paul Guth (1947-1958)
- Fille de l'Homme, tragédie lyrique (1960-1966), livret de Jean de Beer ; Paris, Radio 9 novembre 1967). Publ Choudens, 1968

### Musique pour orchestre
- Incantation pour la mort d'un Jeune Spartiate (1931 ; révisée 1939)
- 3 symphonies (1936 ; 1942 ; da camera 1952-1953)
- Ouverture pour le pédant joué (1943)
- Épaves retrouvées, 4 tableaux symphoniques, adaptés de la musique qu'il avait composé en 1943 pour le film Épaves. 1re audition par Pierre Dervaux aux Concerts Pasdeloup (1952-1956)
- Moliera, suite symphonique (1947)
- Concerto del dispetto pour piano et orchestre (1959), créé par Agnelle Bundervoët

### Musique de chambre
- Trois pièces brèves pour violon et piano (1948)
- Sonata da camera pour violon et violoncelle (composition : "Paris, mai-15 août 1941", publ. 1952)
- Élégie de Duino pour cor en fa et piano (1960)
- Sonate pour alto et piano
- Sonatina pastorale pour flûte et alto (1964)

### Musique chorale et vocale
- Deux Apologues d'après Oscar Wilde, pour voix et orchestre (1932)
- De profundis pour ténor et orgue (1939)
- La Tragédie de Pérégrinos pour récitant, chœur et orchestre, sur un texte de Charles Exbrayat (1941) inspiré de l'opuscule de Lucien de Samosate, créé aux Concerts Pasdeloup
- L'ile Rouge, cantate (1945-1946)
- Cantate de la France retrouvée, pour ténor, chœur d'hommes et instrument à vent (1946)
- des mélodies sur des poèmes de Paul Drouet (Drouot ?), André Suarès et Rilke, Baudelaire ('Je n'ai pas oublié, voisine de la ville', vers 1940), Paul Marien (Les malédictions, 1934)[3]...